# Серафимовка (Близнюковский район)
Серафимовка (укр. Серафимівка), село, 
Островщинский сельский совет, Близнюковская посёлковая община,
Лозовской район,
Харьковская область.
Код КОАТУУ — 6320684809. Население по переписи 2001 г. составляет 105 (48/57 м/ж) человек.

## Географическое положение
Село Серафимовка находится на расстоянии в 1 км от села Островщина, в одном из отрогов балки Классовская, по которой протекает пересыхающий ручей на котором создано несколько запруд.
Ручей впадает в реку Бритай.

## История
- 1911 - дата основания.

## Экономика
- В селе есть несколько молочно-товарных ферм.
- Большие сады.